# Pholhas
Pholhas é uma banda de rock brasileira formada em 1969 na cidade de São Paulo.

## História
A banda foi criada em 1969 com a seguinte formação: Helio Santisteban (teclado), Paulo Fernandes (bateria), Oswaldo Malagutti (baixo) e Wagner "Bitão" Benatti (guitarra), com os quatro se revezando nos vocais. Começaram fazendo covers de bandas dos Estados Unidos e Inglaterra e passaram a compor também em inglês. Como ninguém da banda dominava o idioma, os integrantes recorriam a um livro didático que pertenceu ao pai do "Bitão".
Seu primeiro LP, Dead Faces (1973), foi lançado pela RCA, contendo apenas canções em inglês. Um compacto simples foi extraído desse álbum, com a música "My Mistake", que conta a história de um assassinato passional, retomando a tradição do blues primitivo de usar tragédias cotidianas para refletir sobre a significação da vida; compacto esse que chegou ao primeiro lugar das paradas, vendendo 400 mil cópias em apenas três meses. Em seguida, outras canções foram lançadas em compactos, como "She Made Me Cry", "I Never Did Before" e "Forever", todas atingindo vendagem superior a 300 mil cópias. Em 1975, o álbum de estreia foi lançado no mercado hispânico com o título de "Hojas", dando ao grupo mais um Disco de Ouro.
Em 1977 o grupo mudou de orientação, lançando o LP O Som das Discotheques, com covers dos principais sucessos do gênero, e chegando a 150 mil cópias vendidas.
Logo em seguida, Hélio Santisteban resolveu seguir carreira solo e em seu lugar entrou Marinho Testoni, ex-Casa das Máquinas. Isso levou a outra mudança no grupo, que lançou um disco de rock progressivo, e pela primeira vez com letras em português. O disco vendeu bem menos que os anteriores, mas tornou-se cult para um segmento de público.
Em 1978 foi Oswaldo Malagutti quem deixou a banda, sendo substituído pelo baixista João Alberto, também ex-Casa das Máquinas. Malagutti criou com Santisteban o Estúdio MOSH (acrônimo de seus nomes) e até hoje trabalha com produção e masterização de CDs e DVDs musicais.
Em 1980, Hélio Santisteban retornou ao grupo, que retomou a tradição de cantar e compor em inglês, lançando então o LP Memories. Poucos meses depois, com a saída de Marinho, o Pholhas chegou à seguinte formação: Bitão (guitarra), Paulo Fernandes (bateria), Hélio Santisteban (teclados) e João Alberto (baixo).
No final de 2006, Hélio Santisteban deixa definitivamente a banda, a partir de então Bitão, Paulinho e João Alberto resolvem não ter mais um tecladista fixo e sim um tecladista especialmente convidado para cada apresentação. Essa formula deu tão certo que virou um atrativo a mais dos shows.
Em 2015, lançam o álbum Pholhas – 45 anos, que traz como destaque a releitura de quatro canções gravadas originalmente por Roberto Carlos: "Esqueça", "Ciúme de Você", "Só por Amor" e "Nossa Canção".
No dia 26 de agosto de 2018, o tecladista e vocalista Helio Santisteban morre aos 69 anos da idade.

## Discografia[12][13]
- 1972 - Dead Faces
- 1974 - Forever
- 1975 - Hojas
- 1975 - Pholhas
- 1977 - Disco de Ouro
- 1977 - Pholhas
- 1978 - O Som das Discoteques
- 1980 - Memories
- 1981 - Disco de Ouro, Vol. 2
- 1982 - Pholhas
- 1985 - Wings
- 1987 - The Night Before
- 1988 - Côrte sem Lei
- 1996 - Pholhas, 25 Anos
- 1997 - Pholhas Forever, 26 Anos
- 2000 - Pholhas ao Vivo no Brasil
- 2003 - 70's Greatest Hits
- 2005 - Pholhas
- 2009 - Pholhas - Forever
- 2015 - Pholhas - 45 Anos

## Integrantes

### Atuais[14]
- "Bitão" (Wagner Tadeu Benatti)
- Elias Jó (Elias Simplicio da Silva)
- João Alberto (João Alberto Martinez Florentino)
- Paulinho Fernandes (Paulo Roberto Fernandes)

### Formação original[15]
- "Bitão" (Wagner Tadeu Benatti)
- Helio Santisteban
- Oswaldo Malagutti
- Paulinho Fernandes (Paulo Roberto Fernandes)

### Ex-Integrantes
- Marinho Testoni